# Susan Berresford
Susan Vail Berresford (* 8. Januar 1943) war von 1996 bis 2007 die Präsidentin der Ford Foundation (Ford-Stiftung). Seit 2008 arbeitet sie dort als Philanthropieberater in der Abteilung New York Community Trust.

## Leben
Susan Berresford besuchte das Vassar College von 1961 bis 1963 und studierte anschließend amerikanische Geschichte am Radcliffe College, wo sie ihr Studium cum laude im Jahr 1965 als Bachelor of Arts (B.A.) abgeschlossen hat. Sie leitet derzeit mehrere Projekte der Ford Foundation und schloss sich im Oktober 2008 dem Amerikanischen Fonds für den nationalen Ausschuss der UNICEF an. Berresford wurde am 3. April 1996 zur Präsidentin des Ford Foundation gewählt. Vor der Wahl war sie leitende Geschäftsführerin und Vizepräsidentin der Stiftung. 1970 schloss sie sich der Ford-Stiftung als Projekthelferin in der Abteilung für Nationalen Angelegenheiten an. In dieser Abteilung arbeitete sie zwischen 1972 und 1980 als Programm-Offizier. 1980 wurde sie zur Chefin des Frauenprogramms ernannt. Sie wurde im Jahr 1981 Vize-Präsidentin der Stiftung in den USA für internationale Angelegenheiten und später auch Vize-Präsidentin der Abteilung für den weltweiten Programmvertrieb.
Von 1965 bis 1967 war Berresford bei der Stiftung als Programm Offizier für die Neighborhood Youth Corps beschäftigt. 1967 bis 1968 arbeitete sie in der Manpower Career Development Agency. Berresford ist ein Vorstandsmitglied des Rats der Stiftung und ein Mitglied der Trilateral Kommission. Weiterhin ist sie ein Ratsmitglied der American Academy of Arts and Sciences und war in den Ausschüssen der Chase Manhattan Bank, der Hermine- und Robert Popper Stiftung beschäftigt.
Sie ist auch ein Vorstandsmitglied und Vorsitzende der United States Artists, dabei dient sie auch als Ratsmitglied des Trinidad-Treuhandfonds (Kalifornien). Frau Berresford ist Mitglied im Rat für nationale Angelegenheiten und seit 1998 der American Academy of Arts and Sciences. Als Verwalter der California Endowment Stiftung und der Henry J. Kaiser Family Foundation. Sie hat die „U.S.-Vietnam Dialogue Group on Agent Orange/Dioxin“ ins Leben gerufen.